# Гимназија Инђија
Гимназија Инђија је средња школа и гимназија која се налази у Инђији на Тргу слободе 2А. 

## Опште информације
Образовно-васпитни рад се реализује на српском језику. Зграда Гимназије подигнута је средствима самодоприноса становника општине Инђија.

## Историјат
Гимназију у Инђији основала је Скупштина општине Инђија својом Одлуком број 011-30/66-01 донетом на седници оба скупштинска већа која је одржана 30.05.1966. године. Гимназија је уписана у Регистар установа у Окружном привредном суду у Сремској Митровици на страни 146 свеска II. Сагласност за рад I разреда дао је Покрајински секретаријат за образовање Решењем бр. 03-580/3 од 21. октобра 1966. године, сагласност за рад II и III разреда Покрајински секретаријат за образовање бр. 03-319/3 од 07.06.1968. године.
Настава у овој школи је почела 5. септембра 1966. године.
Гимназија у пуном саставу са по 16 одељења (8 одељења природно-математичког и 8 одељења друштвено-језичког смера) радила је све до школске 1975/76. године. Од школске 1975/76. године у згради Гимназије ради "школа за заједничко васпитање и образовање".
Од школске 1983/84 године поред заједничких основа средње школе, добија и трећи и четврти разред позивно-усмереног образовања.
Од 1986/87 године укида се грађевинска струка а уместо ње исте школске године Гимназија добија Правну струку.
Од 1990/91 године Гимназија поново уписује I разред Гимназије са 4 одељења и 120 ученика (по 2 одељења природно-математичког и друштвено-језичког смера).

## Подручја рада и профили
Гимназија Инђија има следећа подручја рада и профиле:
- друштвено-језички смер[1]
- природно-математички смер[1]

## Статистика

### Гимназија
Број ученика уписаних у школу
| Школска година | Број ученика |
| -------------- | ------------ |
| 2023/24        | 431          |
| 2022/23        | 414          |
| 2021/22        | 398          |
| 2020/21        | 424          |
| 2019/20        | 416          |